# Oliver Tolmein
Oliver Tolmein (* 21. Dezember 1961 in Köln) ist ein deutscher Autor, Journalist und auf den Gebieten des Sozialrechts (v. a. Behinderten- und Medizinrecht), Strafrechts und Anti-Diskriminierungsrechts tätiger Rechtsanwalt. Tolmein ist Honorarprofessor an der Georg-August-Universität Göttingen. Bekannt wurde Tolmein durch Veröffentlichungen zu Bioethik, linker Politik und politisch motiviertem Extremismus, insbesondere zur RAF.

## Leben
Nach dem 1979 in Meinerzhagen abgelegten Abitur absolvierte Tolmein ein Freiwilliges Soziales Jahr in einer Resozialisierungseinrichtung für straffällig gewordene Jugendliche. Von 1980 bis 1983 arbeitete er als Regieassistent am Schauspiel Frankfurt und am Nationaltheater Mannheim. Anschließend betätigte sich Tolmein vorwiegend journalistisch. Mit Katja Leyrer bildete er die Redaktion von clockwork 129a. Er war einer der Gründungsredakteure des Öko-Test-Magazins, wechselte dann als Parlamentskorrespondent zur taz und später als Redakteur zu konkret; 1994/95 war er Chefredakteur der Tageszeitung junge Welt.
Zudem arbeitet er als freier Autor für den SWR (Fernsehen), den WDR (Hörfunk und Fernsehen), den DLF, die taz, die FAZ, für konkret und Jungle World. 1999 schloss er das 1995 begonnene Studium der Rechtswissenschaften an der Universität Hamburg als Stipendiat der Friedrich-Ebert-Stiftung ab und arbeitete als wissenschaftlicher Mitarbeiter und Lehrbeauftragter dort. 2000 erhielt er als Stipendiat des DAAD das Diplom der European Academy of Law in Florenz für International Human Rights.
In seiner 2004 veröffentlichten Dissertation zum Thema Selbstbestimmungsrecht bei Einwilligungsunfähigen? Der Abbruch der künstlichen Ernährung bei Patienten im „Vegetative State“ in rechtsvergleichender Sicht am Institut für Kriminalwissenschaften der Uni Hamburg setzt sich Tolmein unter anderem kritisch mit der Rechtsprechung des Bundesgerichtshofes zu Sterbehilfe auseinander und argumentiert gegen eine Deregulierung des Lebensschutzes einwilligungsunfähiger Menschen. 2016 bis 2018 war er Mitglied im Vorstand der Deutschen Gesellschaft für Palliativmedizin und ist weiterhin Sprecher der Sektion Rechtsberufe. Seit 2013 ist er Lehrbeauftragter an der Juristischen Fakultät der Universität Göttingen. 2021 wurde er zum Honorarprofessor bestellt.
Tolmein setzte in einem neun Jahre währenden Rechtsstreit vor dem Bundesverwaltungsgericht das Recht von Patienten durch, Cannabis als Medizin selbst anzubauen, wenn der Staat keinen anderen Zugang zu Medizinalhanf ermöglicht. Während der COVID-19-Pandemie erhob er Verfassungsbeschwerde wegen Untätigkeit des Gesetzgebers zum Schutz von Menschen mit Behinderungen vor Diskriminierung im Zuge von Triage-Konzepten. Das Bundesverfassungsgericht wies in einer Zwischenentscheidung zwar den Eilantrag ab, am 28. Dezember 2021 beschloss der Erste Senat jedoch einstimmig, in der Hauptsache der Verfassungsbeschwerde stattzugeben. Nach Auffassung des Ersten Senats hat der Gesetzgeber durch seine Untätigkeit in Zusammenhang mit Triage-Konzepten Grundrechte der beschwerdeführenden Menschen mit Behinderungen verletzt. Die Richter gaben dem Gesetzgeber daher auf, zur Umsetzung der aus Art. 3 Abs. 3 Satz 2 GG folgenden konkreten Schutzpflicht und im Lichte der UN-Behindertenrechtskonvention unverzüglich dafür Sorge zu tragen, dass jede Benachteiligung wegen einer Behinderung bei der Verteilung pandemiebedingt knapper intensivmedizinischer Behandlungsressourcen hinreichend wirksam verhindert wird. Der Beschluss wurde überwiegend positiv, teilweise auch kritisch aufgenommen. Er erfuhr auch in der internationalen Öffentlichkeit Beachtung.
Tolmein ist einer der Gründungspartner der überregional tätigen Kanzlei Menschen und Rechte.

## Privates
Tolmein lebt in Hamburg. Er ist verheiratet mit der Generalintendantin des Theaters Münster Katharina Kost-Tolmein, mit der er eine gemeinsame Tochter hat. Außerdem ist er Vater von Zwillings-Jungen.

## Schriften
- Ökorepublik Deutschland: Erfahrungen und Perspektiven rot-grüner Zusammenarbeit; Hamburg: Konkret-Literatur-Verlag, 1986; ISBN 3-922144-57-8
- Nix gerafft – 10 Jahre Deutscher Herbst und der Konservatismus der Linken; Hamburg: Konkret-Literatur-Verlag, 1987; ISBN 3-922144-66-7
- mit Detlef zum Winkel: tazsachen. Kralle zeigen – Pfötchen geben. Konkret Literatur-Verlag Hamburg 1989, ISBN 3-922144-76-4
- Stammheim vergessen – Deutschlands Aufbruch und die RAF; Hamburg: Konkret-Literatur-Verlag, 1992; ISBN 3-89458-117-4
- Wann ist der Mensch ein Mensch? Ethik auf Abwegen; München, Wien: Hanser, 1993; ISBN 3-446-17560-1
- Welt Macht Recht: Konflikte im internationalen System nach dem Kosovo-Krieg; Hamburg: Konkret-Literatur-Verlag, 2000; ISBN 3-89458-186-7
- RAF – Das war für uns Befreiung: Ein Gespräch mit Irmgard Möller über bewaffneten Kampf, Knast und die Linke; Hamburg: Konkret-Literatur-Verlag, 20023; ISBN 3-89458-149-2
- Vom deutschen Herbst zum 11. September: Die RAF, der Terrorismus und der Staat; Hamburg: Konkret-Literatur-Verlag, 2002; ISBN 3-89458-204-9
- Selbstbestimmungsrecht und Einwilligungsfähigkeit: Der Abbruch der künstlichen Ernährung bei Patienten im vegetative state in rechtsvergleichender Sicht; der Kemptener Fall und die Verfahren Cruzan und Bland; Frankfurt am Main: Mabuse, 2004; ISBN 3-935964-73-0
- Keiner stirbt für sich allein – Sterbehilfe, Pflegenotstand und das Recht auf Selbstbestimmung; München: C. Bertelsmann, 2006; ISBN 3-570-00897-5
  - Erweiterte Neuauflage; München: Goldmann, 2007; ISBN 978-3-442-15453-1

Als Herausgeber
- Besonderes Kennzeichen: D – Wahre Deutsche, Staatsbürger zweiter Klasse und die unsichtbaren Dritten; Hamburg: KVV Konkret, 2002; ISBN 3-930786-33-8

## Filme
- Zusammen mit Bertram Rotermund hat Tolmein einen Dokumentarfilm über Hermaphroditen gedreht: Das verordnete Geschlecht (2001), Dokumentation zum Film auf YouTube

## Auszeichnungen
- 2001: Preisträger „Medizin und Gewissen“ der IPPNW (Hörfunkberichterstattung über Bioethik)
- 2005: Für den barrierefreien Internetauftritt seiner Kanzlei Menschen und Rechte erhält Tolmein beim BIENE-Award 2005, den die Aktion Mensch und die Stiftung Digitale Chancen veranstalten, einen Sonderpreis, „weil er den Gedanken der inhaltlichen Relevanz und Integration in besonderer Weise erfüllt.“ Damit wird unter anderem gewürdigt, dass weite Teile der Homepage in leichter Sprache und in Deutscher Gebärdensprache angeboten werden.